# Afars nationaldemokratiska parti
Afars nationaldemokratiska parti (ANDP) är ett politiskt parti i Etiopien. ANDP är landets sjunde största parti. 
Partiet kämpar för att regionen Afar ska vara en självständig stat. 
Vid parlamentsvalet den 15 maj 2005 fick partiet 908 759 röster (1,4 procent), vilket gav 8 mandat, alla från Afar-regionen. Nuvarande socialministern och vice ordföranden för pastoralistfrågor är medlemmar av partiet. 
I augusti 2005 fick partiet 84 av 87 mandat i regionvalet i Afar.